# Amores
Amores è un'opera di Publio Ovidio Nasone originariamente composta da cinque libri, in seguito ridotti a tre. Furono composti tra il 23 a.C. e il 14 a.C. quando, pertanto, il poeta aveva circa vent'anni.

## Struttura
Gli Amores sono una raccolta di elegie che hanno al centro il tema dell'amore, ma anche poesie d'occasione ed epicedi, nel solco della tradizione che è stata segnata da altri autori che lo hanno preceduto. La novità negli Amores di Ovidio rispetto alle raccolte elegiache di Tibullo o Properzio è la mancanza di una figura femminile attorno alla quale si raccolgano le esperienze d'amore. Manca una figura femminile che dia unità all'opera e che rappresenti un punto di riferimento per la vita dell'autore. C'è, sì, una certa Corinna, la quale tuttavia è una figura che appare saltuariamente e che ha dei contorni molto sfocati.
Negli Amores non c'è il pathos, quell'intensità di sentimenti che troviamo espressa in Catullo o in Orazio. Qui l'amore è un lusus, un gioco, ed è visto con estremo distacco ed ironia, mentre viene meno il motivo del servitium amoris nei confronti della donna, quella professione di totale dedizione nei confronti dell'amata. C'è anzi una professione di schiavitù nei confronti dell'amore, per quanto vista sempre in tono scherzoso.